# Rodrigo (Fußballspieler, 1973)
Rodrigo, mit vollem Namen Rodrigo José Queiroz das Chagas (* 19. März 1973 in Rio de Janeiro), ist ein ehemaliger brasilianischer Fußballspieler.

## Karriere

### Verein
Von 1992 bis 1995 spielte Rodrigo beim EC Vitória und absolvierte 40 Spiele. Zur Saison 1995/96 wechselte er zu Bayer 04 Leverkusen. Nach 27 Bundesliga-Partien, einem Tor und zwei roten Karten verließ er den Klub Richtung SC Corinthians Paulista. Hier 1998 wurde er brasilianischer Meister. 1999 ging Rodrigo zurück zum EC Vitória und machte 20 Spiele. 2000 wechselte der Abwehrspieler zu Cruzeiro Belo Horizonte. Weitere Stationen waren 2001 Sport Recife, 2002 AA Ponte Preta und noch einmal EC Vitória, 2003 der Paysandu SC, 2004 CRB und von 2005 bis 2007 União São João. 2007 beendete er seine Karriere.

### Nationalmannschaft
1995 nahm Rodrigo mit der brasilianischen Nationalmannschaft an drei Partien bei der Copa América teil.

### Trainer
Im Dezember 2020 wurde Rodrigo als Trainer bei Vitória eingestellt, um die Mannschaft ab der Staatsmeisterschaft 2021 zu betreuen. In dem Turnier schied Vitória bereits in der Vorrunde aus. Nach dem zweiten Spieltag der Série B 2021 wurde er am 8. Juni 2021 wieder entlassen. Der Klub hatte hier eine Niederlage und ein Unentschieden erreicht.

## Erfolge
Vitória
- Staatsmeisterschaft von Bahia: 1992, 1995

Corinthians
- Staatsmeisterschaft von São Paulo: 1997, 1999
- Campeonato Brasileiro de Futebol: 1998

Cruzeiro
- Copa do Brasil: 2000